# Rhyacophila germana
Rhyacophila germana là một loài Trichoptera trong họ Rhyacophilidae. Chúng phân bố ở miền Cổ bắc.